# Papilio krishna
Espèce
Papilio krishna ou Paon de Krishna est une espèce de lépidoptères (papillons) de la famille des Papilionidae. Elle est présente dans l'Himalaya et au nord de l'Inde.

## Description
L'espèce mesure entre 10 et 13 cm d'envergure. À l'avers les ailes antérieures sont noires saupoudrées d'écailles vertes irisées et portent une mince bande vert-jaune. Les ailes postérieures ont des queues et présentent une large macule irisée qui apparaît bleue, verte ou violette selon la lumière, une série de lunules roses dans la partie marginales, ainsi qu'une ocelle rose sur le bord intérieur. Au revers les ailes sont marron foncé, les ailes antérieures portent une bande crème et sont plus claires dans la partie marginale, les ailes postérieures portent une bande crème, elles sont plus foncées dans la partie marginale et présentent une série de lunules roses. Le corps et la tête sont noirs et saupoudrées d'écailles vertes irisées dans la partie supérieure.

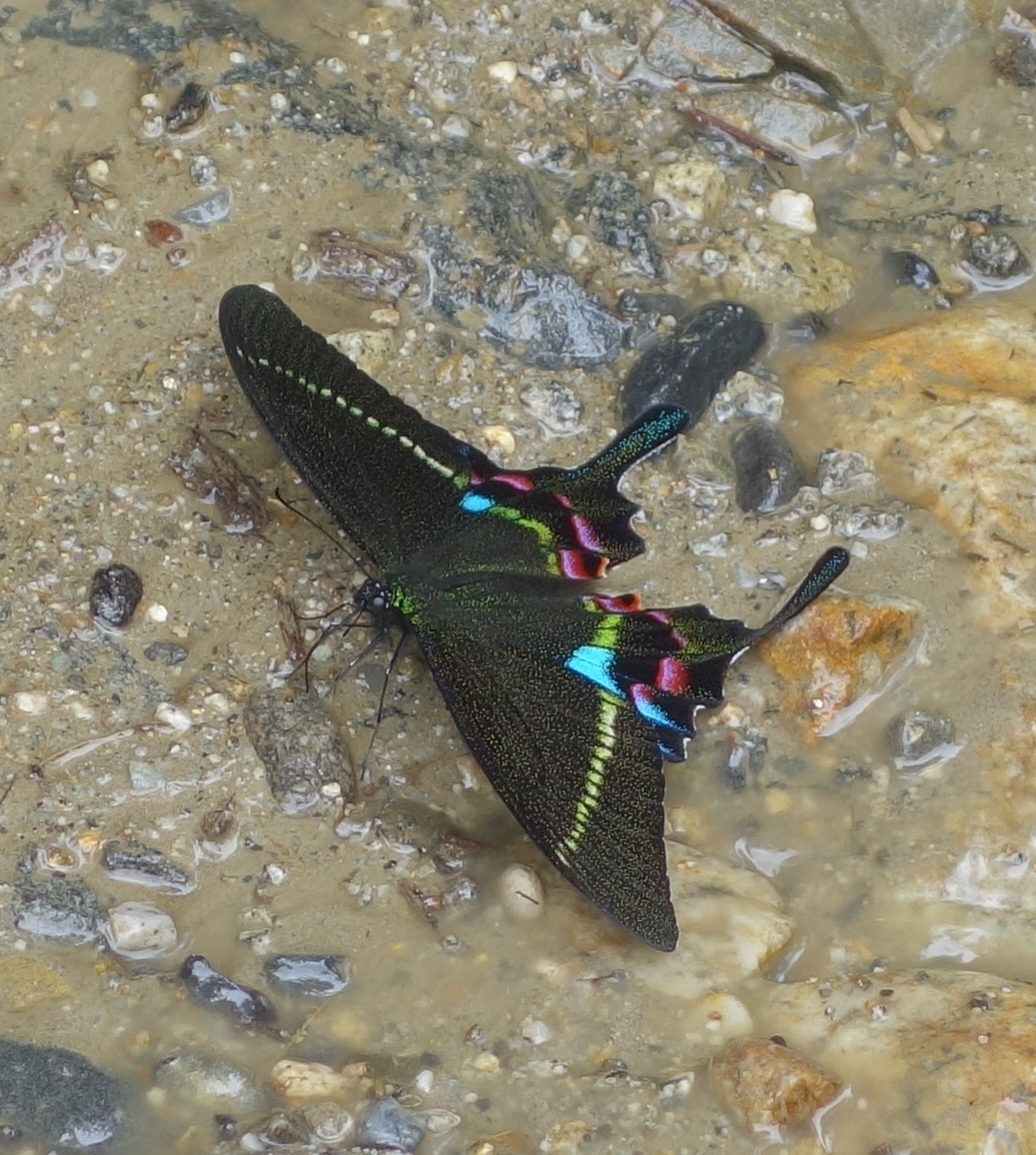
Papilio krishna (autre angle de vue)
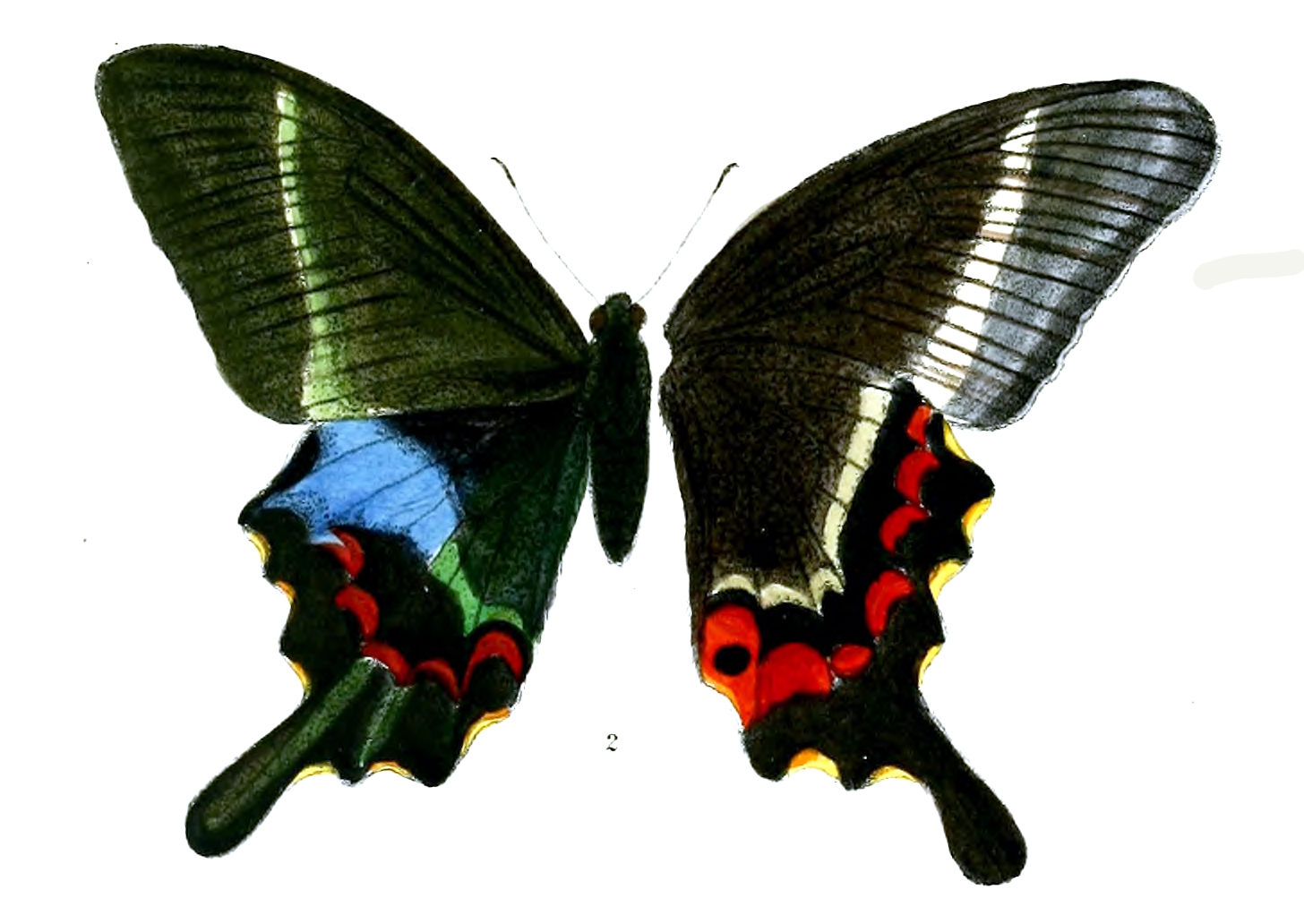
Papilio krishna ( illustration montrant l'avers et le revers)

## Écologie
La femelle pond ses œufs sur les espèces des genres Citrus et Zanthoxylum. Les chenilles passent par cinq stades. Comme tous les Papilionides elles portent derrière la tête un osmeterium, organe fourchu qui émet une substance malodorante. Arrivée à maturité la chenille se change en chrysalide sur une branche. La chrysalide est maintenue à la verticale par une ceinture de soie.

## Habitat
L'espèce vit dans les forêts montagneuses d'Asie du Sud-Est, généralement entre 910 et 2 740 m. Elle est présente dans l'Himalaya, du nord-est de l'Inde (Sikkim, Assam) jusqu'au nord du Vietnam, en passant par le Népal, le Bhoutan, la Chine et la Birmanie.

## Systématique
L'espèce a été décrite pour la première fois par Frédéric Moore en 1857 dans A catalogue of the lepidopterous insects in the museum of the Hon, à partir de deux spécimens mâle, l'un provenant du Bhoutan et l'autre de Darjeeling.

### Sous-espèces
- P. k. krishna (nord de l'Inde , Népal, Sikkim, Bhoutan, Assam - Manipur)
- P. k. charlesi  (ouest de la Chine)
- P. k. thawgawa  (nord de la Birmanie, Yunnan)
- P. k. mayumiae (nord du Vietnam)

## Papilio krishna et l'Homme

### Menaces et conservation
L'espèce n'est pas évaluée par l'UICN. En 1985 elle était considérée comme peu commune sans être menacée.

### Nom vernaculaire
L'espèce est appelée Krishna peacock, ou Himalayan Krishna peacock en anglais.